# 킬러 인스팅트 (드라마)
킬러 인스팅트(Killer Instinct)는 FOX에서 2005년 9월 23일부터 12월 2일까지 방영된 드라마이다.
한국에서는 XTM에서 2006년 2월 6일부터 방영하였다.

## 캐스트
- 조니 메스너 - Jack Hale
- 마거리트 모로 - Ava Lyford
- 크리스틴 레먼 - Danielle Carter
- 샤이 맥브라이드 - Matt Cavanaugh
- 라몬 드 오캄포 - Harry Oka
- 제시카 스틴 - Francine Klepp
- 베니타 하 - Riley
- 바이런 로슨 - Lee